# 遠東第1方面軍
遠東第1方面軍（俄语：1-й Дальневосточный фронт）是蘇聯於第二次世界大戰末期以「濱海軍集群」為基礎所組成的一支方面軍。

## 方面军领导
- 司令：基里尔·阿法纳西耶维奇·梅列茨科夫元帥
- 參謀長：阿列克謝·尼古拉諾維奇·克魯提克夫（俄语：Крутиков, Алексей Николаевич）中將
- 军事委员会委员：特倫斯·弗姆奇·什特科夫一級上將

## 下屬單位
- 诸兵种合成紅旗第1集团军：司令阿法纳西·帕夫兰季耶维奇·别洛博罗多夫上将，炮兵司令康斯坦丁·彼得罗维奇·卡扎科夫炮兵中将
  - 步兵第59军军长格奥尔吉·伊万诺维奇·赫塔古罗夫
- 诸兵种合成第5集团军：司令尼古拉·伊万诺维奇·克雷洛夫
- 诸兵种合成第25集团军：参谋长瓦连京·安东诺维奇·佩尼科夫斯基
- 诸兵种合成第35集团军
- 空军第9集团军
- 機械化第10軍：通信兵主任安德烈·伊万诺维奇·别洛夫通信兵少将
- 丘古耶夫卡战役集团
- 濱海防空集团军

共計31個步槍師、1個騎兵師、12個戰車旅、2個機械化旅和少許支援單位，特別是由於日軍在滿洲東面設有一系列堅強的要塞工事，該方面軍擁有強大的重型砲兵單位支援。